# Browserspel
Een browserspel is een computerspel dat via een webbrowser gespeeld wordt.
De speler hoeft in tegenstelling tot andere spellen geen aparte software te installeren om een browserspel te spelen. Dit soort spellen maken gebruik van een plug-in, zoals Java of Flash, of van client-side scripting (bijvoorbeeld AJAX). Sommige spellen gebruiken ook server-side scripting (bijvoorbeeld PHP, ASP of Ruby); dit zijn voornamelijk multiplayer-spellen terwijl de client-side spellen voornamelijk singleplayer-spellen zijn.
Na 2010 blijven browsergames die in andere formaten dan Flash zijn geschreven, populair, zoals HTML5, WebGL en WebAssembly. De meest bekende spellen zijn Slither.io, Agar.io, Sigmally.
Veel massively multiplayer online games zijn browserspellen. Dit soort spellen zijn met name RPG's, strategiespellen of MMORPG's. Een van de eerste games die is ontstaan was Kings of Chaos in 2003. Ook nu nog telt deze website 16.000 actieve spelers.

## Overzicht
Computerspellen werden ontwikkeld als een soort toepassingssoftware die op een specifieke computer of besturingssysteem draaide. In de vroege jaren 2000 werd het mogelijk om gemeenschappelijke programma's uit te voeren zonder programma's voor verschillende runtime-omgevingen voor te bereiden, zelfs als de basiscomputers verschillend waren, zoals Java-applicaties of Adobe Flash. Webgames zijn oorspronkelijk voortgekomen uit op tekst gebaseerde games. De game was gemakkelijk toegankelijk als je een internetverbinding had. 
In die tijd was de structuur van de game ook eenvoudig in vergelijking met de gebruikelijke pc-gamingsoftware en daardoor was het niet veel beperkt door de specificaties van de computer. Onder hen zijn de in Adobe Flash gemaakte computergames, waarvan kon worden genoten ongeacht het type besturingssysteem of browser. In tegenstelling tot downloadbare games was het gemakkelijk om te spelen dankzij het internet, waardoor het een brede gebruikersbasis kon aantrekken. 
Halverwege de jaren 2010 vonden wegens de ontwikkeling van smartphone-applicaties veranderingen in webgames plaats, en werden games op basis van HTML5 gemaakt. Het grootste voordeel van HTML5-games was dat ze op iPhones en iPads konden draaien, omdat Apple Flash sinds 2010 niet meer op zijn mobiele apparaten ondersteunde. Adobe heeft Flash tegen 30 december 2020 volledig uitgeschakeld, waardoor webontwikkelaars enkele jaren de tijd hadden om zich op deze gebeurtenis voor te bereiden. Omdat Flash weinig toekomst had, stopten ontwikkelaars begin jaren 2010 het browserplatform te gebruiken.